# Skygger af glemte forfædre
Skygger af glemte forfædre (ukrainsk: Тіні забутих предків, translit.: Tini zabutykh predkiv, også kendt som Ildens heste) er en ukrainsk-sovjetisk spillefilm fra 1965 instrueret af Sergej Paradzjanov, der også var medforfatter på filmens manuskript. Filmen er baseret på romanen af samme navn fra 1911 af den ukrainske forfatter Mykhailo Kotsiubynskij, og er en "Romeo og Julie-historie" om et ungt ukrainsk kærestepar, der er fanget på hver sin side i en karpatisk blodfejde.
Filmen er Paradzjanovs første større arbejde, og den indbragte ham international anerkendelse for brugen af farver og kostumer. Programmet for New York Film Festival i 1966, hvor filmen blev vist, betegnede filmen som en "avantgardistisk, ekstravagant og overdådig saga", der kombinerer folkemusik og atonal musik med fantastisk kameraarbejde.
Skygger af glemte forfædre anses som den internationalt mest berømmede ukrainske film, og en klassiker indenfor ukrainsk magisk realisme.

## Handling
I en lille landsby i Karpaterne forelsker en ung mand, Ivan, sig i datteren til en mand, der har dræbt hans far. Selvom deres familier har et bittert had mod hinanden, har Ivan og Maritjka kendt hinanden siden barndommen. I forberedelsen af deres ægteskab forlader Ivan landsbyen for at tjene penge. Mens han er væk, falder Maritjka ved et uheld i floden og drukner.
Ivan kommer tilbage og bliver fortvivlet, da han ser Maritjkas lig. Han bliver herefter gift med en anden kvinde, Palahna, ved et traditionelt bryllup, men ægteskabet er ikke lykkeligt, og Ivan er stadig besat af mindet om Maritjka. Palahna føler afstand til sin mand, der ikke viser følelser for hende, og hun involverer sig med en lokal magiker samtidig med, at Ivan begynder at opleve hallucinationer.
På en kro ser Ivan magikeren omfavne Palahna og slå en af hans venner. Opildnet af et usædvanligt raseri griber Ivan sin økse, kun for at blive slået ned af magikeren. Ivan tumler ind i den nærliggende skov og oplever Maritjkas ånd i hans nærhed, i vandspejlet og glidende mellem træerne. Da virkelighed og drøm smelter sammen, strækker Maritjkas farveløse skygge sig ud over et stort rum og berører Ivans udstrakte hånd. Ivan skriger og dør. Landsbyen giver ham en traditionel begravelse.

## Medvirkende
- Ivan Mykolajtjuk som Ivan
- Larisa Kadotjnikova som Marichka
- Tatjana Bestajeva som Palahna
- Spartak Bagashvili som Yurko
- Mykola Hrynko som Shepherd

## Produktion
Filmen er en af de få ukrainsksprogede spillefilm, der er produceret af det ukrainske filmselskab Dovsjenko Film, der normalt fremstillede russisksprogede film, der efterfølgende blev efterspeaket til ukrainsk. Regeringen bad Paradzjanov om også at lave en russisk udgave af filmen, hvilket han afviste.
Filmen foregår i den ukrainske del af bjergkæden Karpaterne og filmens landsbyscener er optaget "on location" i den lille karpatiske landsby Kryvorivnia. Huset, hvor optagelserne fandt sted, er i dag et museum. Indendørsoptagelserne blev indspillet på Dovsjenko Films studier.
Filmmusikken er komponeret af Myroslav Skoryk og er inspireret af ukrainsk huzul-folkekultur. Den dragende ukrainske folkemusik er et væsentligt element i filmen.

## Udgivelse

### Filmfestivaler
Filmen blev i marts 1965 vist på den argentinske filmfestival Mar del Plata International Film Festival i juni på San Sebastian Film Festival og i august 1965 på Filmfestivalen i Venedig samt en række andre filmfestivaler, hvor filmen høstede anerkendelse. Den amerikanske filmkritiker Roger Ebert skrev i en senere anmeldelse i 1978. at filmen "vandt næsten alle priserne på filmfestivalerne i 1965”.
Filmen blev i 1977 vist som led i en særlig udgave af Filmfestivalen i Venedig, "Il Dissenso Culturale" (da.: "Kulturens dissidenter"), der var organiseret som italienske filmfolks støtte til forfulgte systemkritikere fra Sovjetunionen og andre østbloklande. En del af programmet bestod af et særligt seminar dedikeret til Paradzjanovs værker og til protest mod Paradzjanovs arbitrære fængsling og fabrikerede anklager om homoseksualitet.

### Udgivelse i biografer
Filmen fik biografpremiere den 4. september 1965 i Kijev i Ukrainske SSR. Premieren i Kijev tiltrak sig omfattende politiske protester som følge af sovjetregimets tiltagende undertrykkelse af ukrainske intellektuelle.
Filmen havde dansk premiere den 20. november 1967 i Kinopalæet under titlen Ildens heste.

### Senere udgivelser
Filmen er i 2007 og senere udgivet i en række DVD-udgaver, herunder udgaver med en digitalt restaureret udgave af filmen, samt et Blu-ray bokssæt med flere af Paradzjanovs film.

## Filmens navn i udlandet
Filmen blev i vesten overvejende distribueret under de engelske titler Shadows of Forgotten Ancestors, Shadows of Our Forgotten Ancestors eller Shadows of Our Ancestors samt den alternative titel Wild Horses of Fire. Filmen fik dansk premiere i 1967 som Ildens heste og kendes også under navnet Skygger af glemte forfædre.

## Modtagelse
Filmen solgte 6,5 million billetter i Sovjetunionen i 1965 og 1966.
Vestlige anmeldere gav overvejende filmen positive anmeldelser, hvorimod ukrainske anmeldere var mere forbeholdne. 1967-udgaven af Britannica Book of the Year medtog filmen som nr. 4 på listen over bemærkelsesværdige film fra Østblokken, og Varietys anmeldere kaldte filmen "visuelt strålende" og "ungdommeligt overdreven, men filmisk betagende film på trods af dens udspekulerede teknikker", men også "teknisk beundringsværdig, om end dramatisk uforståelig". Roger Ebert anmeldte filmen i anledning af Paradzjanov internering i Gulag-fangelejre i 1970'erne og skrev, at den er "en af de mest usædvanlige film jeg har set, en byge af billeder, musik og lyde, optaget med et så aktivt kamera, at vi næsten har brug for sikkerhedsseler" og sammenlignede Paradzjanovs arbejde med "nogle af Martin Scorseses tidlige værker", ligesom The New York Times anmeldte filmen positivt.
Ukrainske kritikere var ved filmens udgivelse mere forbeholdne og filmen modtog blandede anmeldelser. Filmen blev kritiseret for sin fravigelse af den socialistiske realisme og for at lægge vægt på forfædre fremfor på nutiden, men der var også positive anmeldelser, der bl.a. roste filmens musik og dens beskrivelse af sammenholdet mellem de ukrainske bønder.